# Patellapis perineti
Patellapis perineti är en biart som först beskrevs av Raymond Benoist 1954.  Patellapis perineti ingår i släktet Patellapis och familjen vägbin. Inga underarter finns listade i Catalogue of Life.